# Robert Planquette
Robert Planquette (París, 31 de juliol de 1848 - 28 de gener de 1903) fou un compositor francès, especialitzat en operetes.
Fou un pèssim estudiant, abandonà els seus estudiant acadèmics al Conservatori de París per seguir lliurement el seu temperament artístic. Dedicat amb èxit a la producció de pàgines de cafè-concert i a la composició de marxes i cançons en general, intentà el camí de l'opereta, encara que els primers títols no li donaren la fama. Aquesta arribà el 1877 de la mà de Les Cloches de Corneville, que aconseguí èxits inclús fora del seu país, i va ser traduït a diversos idiomes. En aquesta opereta i en les següents, el desig de l'autor fou atraure l'atenció del públic amb savis tocs d'humor i situacions còmic-brillants. Entre 1872 i 1897, compon una vintena d'òperes còmiques i d'operetes, avui en dia gairebé totes oblidades. L'estil de les seves composicions més aconseguides en aquest camp (a més de la ja citada, Rip van Winkle, Surkouf i Panurge) recorda molt al del cafè-cantant.
El seu llenguatge destacava per la facilitat de la vena melòdica i la frescor rítmica; malgrat tot, segons la critica, mai aconseguí el refinament expressiu dels clàssics de l'opereta francesa. Planquette es deixà portar amb excés per la complaença del gran públic, en especial en tractar l'acció de l'ambient militar, i creà sovint situacions de dubtosa elegància.

## Obra
- Méfie-toi de Pharaon, 1872
- Le serment de Mme Grégoire, 1874
- Paille d'avoine, 1874
- Le valet de cœur, 1875
- La confessió de Rosette, (Montecarlo, 1876)
- Les Cloches de Corneville, 1877
- Le chevalier Gaston (Montecarlo, 1879
- Les voltigeurs de la 32ème, 1880
- La cantinière, 1880
- Les chevaux-légers, 1882
- Rip van Winkle (Londres, 1882)
- Nell Gwynne (Londres, 1884)
- La crémaillère, 1885
- La Peincesse Colombine, (París, 1886),
- Surcouf, 1887
- Captain Thérèse, 1890
- La cocarde triocolore, 1892
- Le talisman, 1893
- Panurge, 1895
- Mam'zelle Quat'sous, 1897
- Le fiancé de Margot, 1900
- Le paradis de Mahomet, 1906, obra pòstuma instrumentada per Louis Ganne que fou estrenada a París aquell mateix any.

A tot això, s'ha d'afegir una considerable producció de música militar i d'altres arguments. Cal mencionar especialment Sambre et Meuse per a banda militar; diverses Chansons i marxes, Le roi s'amuse i la coacció de cançons militars Refrains du régiment.